# مبادرات السلام الفاشلة العراقية

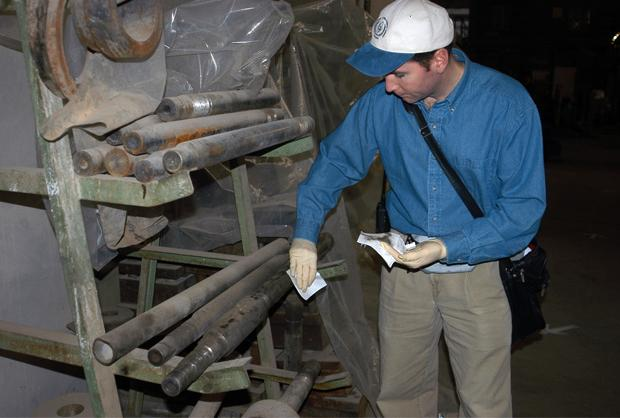
مفتش الأسلحة التابع للأمم المتحدة في العراق.

بعد غزو العراق عام 2003، بدأ ظهور الأدلة على محاولات فاشلة من قبل الحكومة العراقية من أجل التوصل إلى حل سلمي للنزاع.

## محاولات صدام
في ديسمبر 2002، ممثل رئيس الاستخبارات العراقية، اللواء طاهر جليل حبوش التكريتي، اتصل بالرئيس السابق لمكافحة الإرهاب في السي آي إيه فينسنت كانيسترارو، تفيد بأن صدام «عرف أن هناك حملة لربطه بـ11 سبتمبر وإثبات أنه كان لديه أسلحة الدمار الشامل.» وأضاف كانيسترارو أن «العراقيين كانوا على استعداد لتهدئة هذه المخاوف. أبلغت المحادثة إلى المستويات العليا في وزارة الخارجية وتم إخباري بالوقوف جانباً وسوف يتعاملون معها». وذكر كانيسترارو أن جميع العروض التي تم تقديمها «تم قتلها» من قبل إدارة بوش لأنهم سمحوا لصدام حسين بالبقاء في السلطة - وهي نتيجة تعتبر غير مقبولة.
بعد فترة وجيزة، مستشار الأمن القومي للرئيس المصري حسني مبارك، أسامة الباز، أرسل رسالة إلى وزارة الخارجية الأمريكية أن العراقيين أرادوا مناقشة الاتهامات بأن صدام كان يمتلك أسلحة دمار شامل والعلاقات مع القاعدة. كما حاول العراق الوصول إلى الولايات المتحدة عبر أجهزة المخابرات السورية، الفرنسية، الألمانية، والروسية. ولم يأت شيء من هذه المحاولات.

## عماد الحاج
في يناير 2003، التقى اللبناني الأمريكي عماد الحاج مع مايكل معلوف من مكتب الخطط الخاصة لوزارة الدفاع. الحاج، أحد سكان بيروت، تم تجنيده من قبل الوزارة للمساعدة في الحرب على الإرهاب. وذكر أن محمد ناصيف، مساعد قريب للرئيس السوري بشار الأسد، كان عبر عن خيبة أمله إزاء الصعوبات التي تواجهها سوريا في الاتصال بالولايات المتحدة، وحاولت استخدامه كوسيط. معروف رتب لقاء الحاج بريتشارد بيرل، رئيس مجلس سياسة الدفاع.
في فبراير 2003، التقى الحاج مع رئيس العمليات الخارجية للمخابرات العراقية، حسن العبيدي. أخبر العبيدي الحاج أن بغداد لم تفهم سبب استهدافها، وليس لديها أسلحة دمار شامل؛ ثم قدم عرضًا لواشنطن لإرسال 2000 عميل من مكتب التحقيقات الفيدرالي للتأكد من ذلك. بالإضافة إلى ذلك عرض تنازلات نفطية، لكنها لم تصل إلى حد تخلي حسين عن السلطة، بدلاً من ذلك الإشارة إلى إمكانية إجراء الانتخابات في غضون عامين. في وقت لاحق، اقترح العبيدي أن يسافر الحاج إلى بغداد لإجراء محادثات؛ وقال انه يقبل.
في وقت لاحق من ذلك الشهر، التقى حاج مع الجنرال حبوش بالإضافة إلى نائب رئيس الوزراء العراقي طارق عزيز. لقد مُنِحت أولوية قصوى للشركات الأمريكية في مجال حقوق النفط والتعدين، والانتخابات التي تشرف عليها الأمم المتحدة، وعمليات التفتيش الأمريكية (مع ما يصل إلى 5000 مفتش)، ليتم تسليم عميل للقاعدة عبد الرحمن ياسين (في الحجز العراقي منذ عام 1994) كعلامة على حسن النية، وتقديم «الدعم الكامل لأي خطة أمريكية» في عملية السلام العربية الإسرائيلية. كما تمنوا مقابلة مسؤولين أمريكيين رفيعي المستوى. في 19 فبراير، أرسل الححاج بالفاكس تقريره لمعلوف عن الرحلة. أفاد معلوف أنه أبلغ جيمي دوران بالاقتراح. ينكر البنتاجون أن وولفويتز أو رامسفيلد، رؤساء دوران، كانوا على دراية بالخطة.
في 21 فبراير، أبلغ معلوف دوران في رسالة بالبريد الإلكتروني أن بيرل يرغب في مقابلة الحاج والعراقيين إذا وافق البنياغون. أجاب دوران «مايك، أعمل على هذا. أبقي هذا الأمر سراً.». في 7 مارس، التقى بيرل مع الحاج في نايتسبريدج، وصرح بأنه يريد متابعة الأمر مع أشخاص في واشنطن (وقد اعترف كلاهما بالاجتماع). بعد بضعة أيام، أبلغ الحاج أن واشنطن رفضت السماح له بلقاء حبوش لمناقشة العرض (صرح الحاج بأن رد بيرل كان «أن الإجماع في واشنطن كان بمثابة حظر»). وقال بيرل لصحيفة التايمز «الرسالة كانت: قل لهم أننا سنراهم في بغداد.»
طوال شهر مارس، واصل الحاج نقل رسائل من المسؤولين العراقيين إلى معلوف. في وقت من الأوقات، كتب مالوف مذكرة تفيد بأن "الحاج نقل عن العبيدي قوله إن هذه هي النافذة أو القناة الأخيرة التي ذهبت من خلالها هذه الرسالة إلى الولايات المتحدة. ووصف لهجة الدكتور العبيدي بأنه يتسول". اتصل معلوف ببيرل، قائلاً إن المسؤولين العراقيين "مستعدون لمقابلتك في بيروت، وبأسرع وقت ممكن، بشأن" الشروط غير المشروطة"، وأن" مثل هذا الاجتماع لديه موافقة صدام حسين". ولم يتخذ أي إجراء.
وفقا لمصدر عربي للغارديان أرسل بيرل إلى مسؤول سعودي الشروط التالية التي يجب على العراق الوفاء بها لمنع الحرب: "تنازل صدام عن السلطة ومغادرته، أولاً إلى قاعدة عسكرية أمريكية للتحقيق، ثم إلى المنفى الخاضع للإشراف، واستسلام القوات العراقية، والاعتراف بأن العراق يمتلك أسلحة الدمار الشامل.
أصبح الحاج متورطاً منذ ذلك الحين في موقف ينطوي على حادثة سابقة تتعلق بأمن المطار، والتي اعتبرها الكثيرون بمثابة ثأر مماثل لحالة فاليري بليم.

## اقتراح المنفى
لقد اقترح أن صدام حسين كان على استعداد للذهاب إلى المنفى إذا سمح له بالاحتفاظ بمليار دولار أمريكي. في 22 فبراير، في اجتماع في كراوفورد، تكساس، أخبر جورج دبليو بوش رئيس الوزراء الأسباني خوسيه ماريا أثنار:
في نفس الشهر الرئيس الروسي فلاديمير بوتين أرسل ممثله، رئيس الوزراء السابق يفغيني بريماكوف، لصدام حسين. كانت مهمة بريماكوف هي إقناع صدام بالتنحي عن منصب الرئيس العراقي، وهو ما قد يمنع الغزو الأمريكي للعراق. ولكن المناقشات فشلت رغم ذلك. لقد ربت صدام على كتفي وخرج من الغرفة"، يتذكر بريماكوف.
في أواخر أكتوبر 2005، نجل الشيخ زايد بن سلطان آل نهيان (الرئيس الراحل لدولة الإمارات العربية المتحدة) ذكر أن صدام حسين قبل بالفعل عرض المنفى في ذلك البلد. وتقضي الصفقة، بأن يفر صدام وأسرته، ويتم منحهم الحصانة من المقاضاة، وكانت الانتخابات ستُجرى في العراق في غضون ستة أشهر تحت رعاية الأمم المتحدة وجامعة الدول العربية. ومع ذلك، وفقًا له، لم تثر جامعة الدول العربية هذه القضية في قمتهم الطارئة، مستشهدة بقواعد تمنع التدخل في شؤون دولها الأعضاء، وبالتالي مُنع قبولها. وقد أكد مسؤولون مجهولون في دولة الإمارات العربية المتحدة التقرير.
كما كانت هناك تكهنات بأن صدام سيذهب إلى المنفى في بيلاروسيا. بعد الغزو، كان هناك قلق من أن أعضاء نظام حسين كانوا يحاولون الفرار إلى ذلك البلد.

## اقرأ أيضا
- اختبارات بلير لنزع سلاح العراق

## روابط خارجية
- عروض صدام اليائسة لدرء الحرب
- عندما تلوح في الأفق الحرب، عرض العراق صفقة
- الولايات المتحدة «رفضت التنازلات العراقية»
- استشهاد بعرض العراق في آخر لحظة